# Koor (zang)

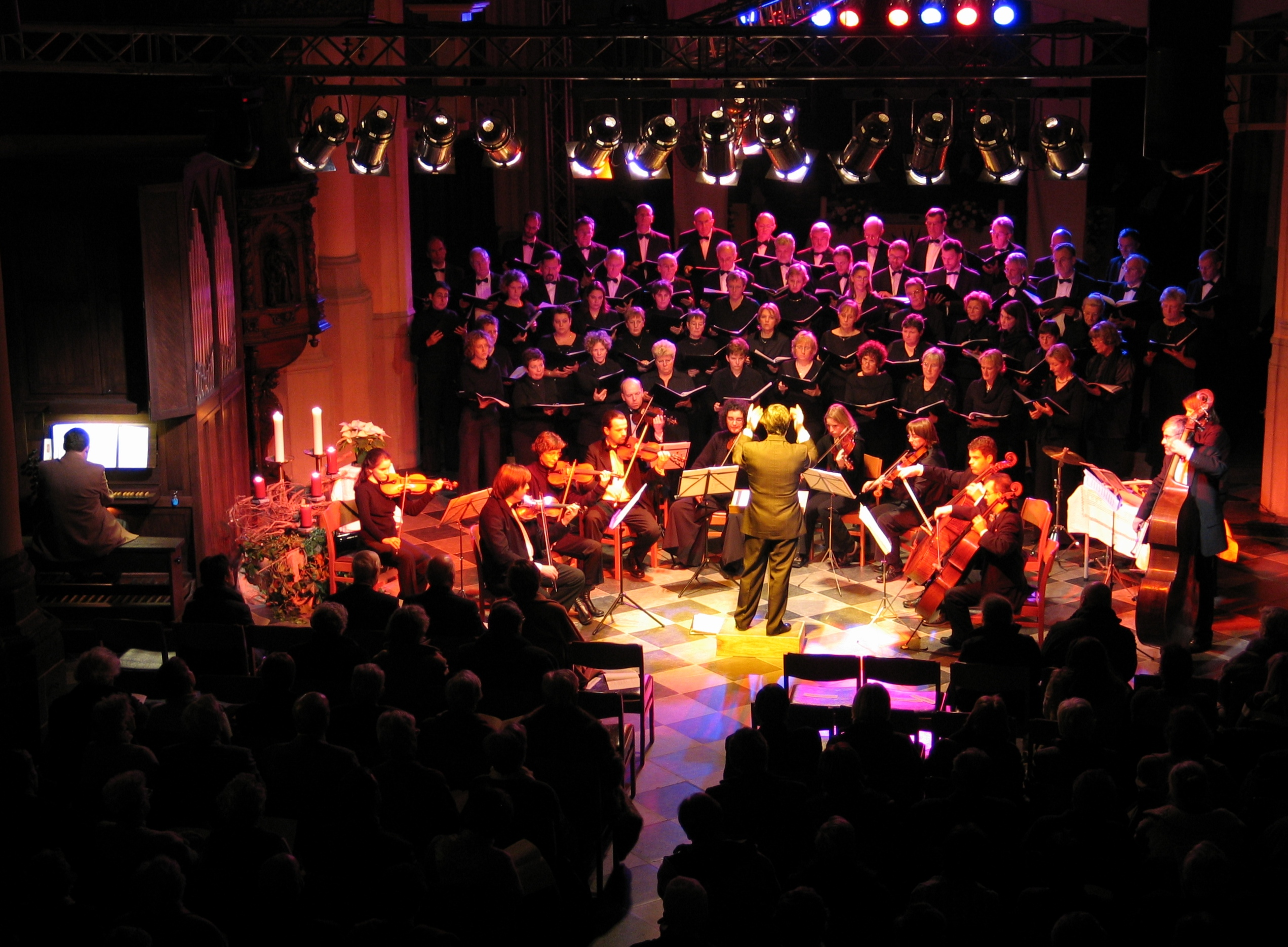
Het Kathedraalkoor Hasselt (België)

Een koor is een groep zangers en/of zangeressen, doorgaans bestaande uit meerdere zangstemmen, die onder leiding van een koordirigent staat. De term vocaal ensemble wordt wel gebruikt voor kleine koren.
Nederland telde in 2020 zo'n 1 miljoen koorzangers. Europa telde in 2021 zo'n 37 miljoen koorzangers, verdeeld over bijna een miljoen koren in 40 landen.

## Etymologie
Het woord koor is waarschijnlijk via het Oudfranse cuer (dat zowel een groep zangers, de altaarruimte in een kerk, als koorzang betekent) ontleend aan het middeleeuws Latijnse chorus (met dezelfde betekenis), dat op zijn beurt voorkomt uit het Oudgriekse khorós (een groep zangers of dansers die tijdens religieuze feesten en toneelstukken optrad; tevens de aanduiding van de plek waar dat gebeurde).

## Geschiedenis

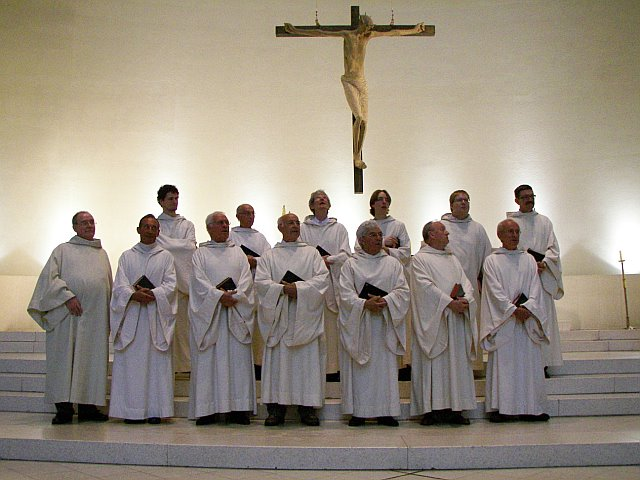
Gregoriaans koor

Koorzang heeft zijn oorsprong in religieuze bijeenkomsten. In Europa treffen we koorzang aan in de Vroegchristelijke (4e eeuw) liturgie. Een schola cantorum was een koor in de allervroegste vorm toen er nog geen meerstemmige muziek bestond. Dit koor zong eenstemmige kerkmuziek (Gregoriaans) en bestond voornamelijk uit mannelijke geestelijken. Tijdens de mis bevonden zij zich in het koorgedeelte van de kerk. 
Omdat het vrouwen in principe niet was toegestaan een actieve rol te vervullen in de eredienst zongen zij ook niet in het koor. Vrouwelijke kloostergemeenschappen (die in de late middeleeuwen ontstonden) hadden wel een eigen koor met nonnen.
Het oudste, nog bestaande jongenskoor ter wereld is de Regensburger Domspatzen. Het koor stamt uit 975 toen bisschop Wolfgang van Regensburg een kathedraalschool stichtte die onder meer jongens leerde zingen in de liturgie.
Uit eenstemmige muziek ontwikkelde zich in de negende eeuw tweestemmigheid, eerst in de vorm van het organum. Rond 1200 ontstond driestemmige koormuziek. Bij deze stukken is de belangrijkste stem de tenor, omdat deze de melodie zingt (het Latijnse tenere betekent 'vasthouden', dus de stem die de melodie 'vasthoudt'). Hieronder klinkt de bas (bassus betekent diep, laag) die de baslijn zingt. De hoogste stem is de contratenor (contra betekent 'tegen', dus de tegenstem tegen de tenor), ook wel altus genaamd (van altus cantus, dat 'hoge zang' betekent). Het kwam regelmatig voor dat de mannenpartijen aangevuld werden met blaasinstrumenten, of dat een partij voor zangstem door een instrument werd uitgevoerd. 
Ook ontstond de (wonderlijke) praktijk dat er aan een melodie met religieuze Latijnse tekst, tegenmelodieën met wereldlijke teksten in de landstaal toegevoegd werden. Doordat de muziek bestond uit lange melismen en de tekst daardoor haast niet te volgen was, kon dit waarschijnlijk redelijk ongestraft in de kerk uitgevoerd worden. 

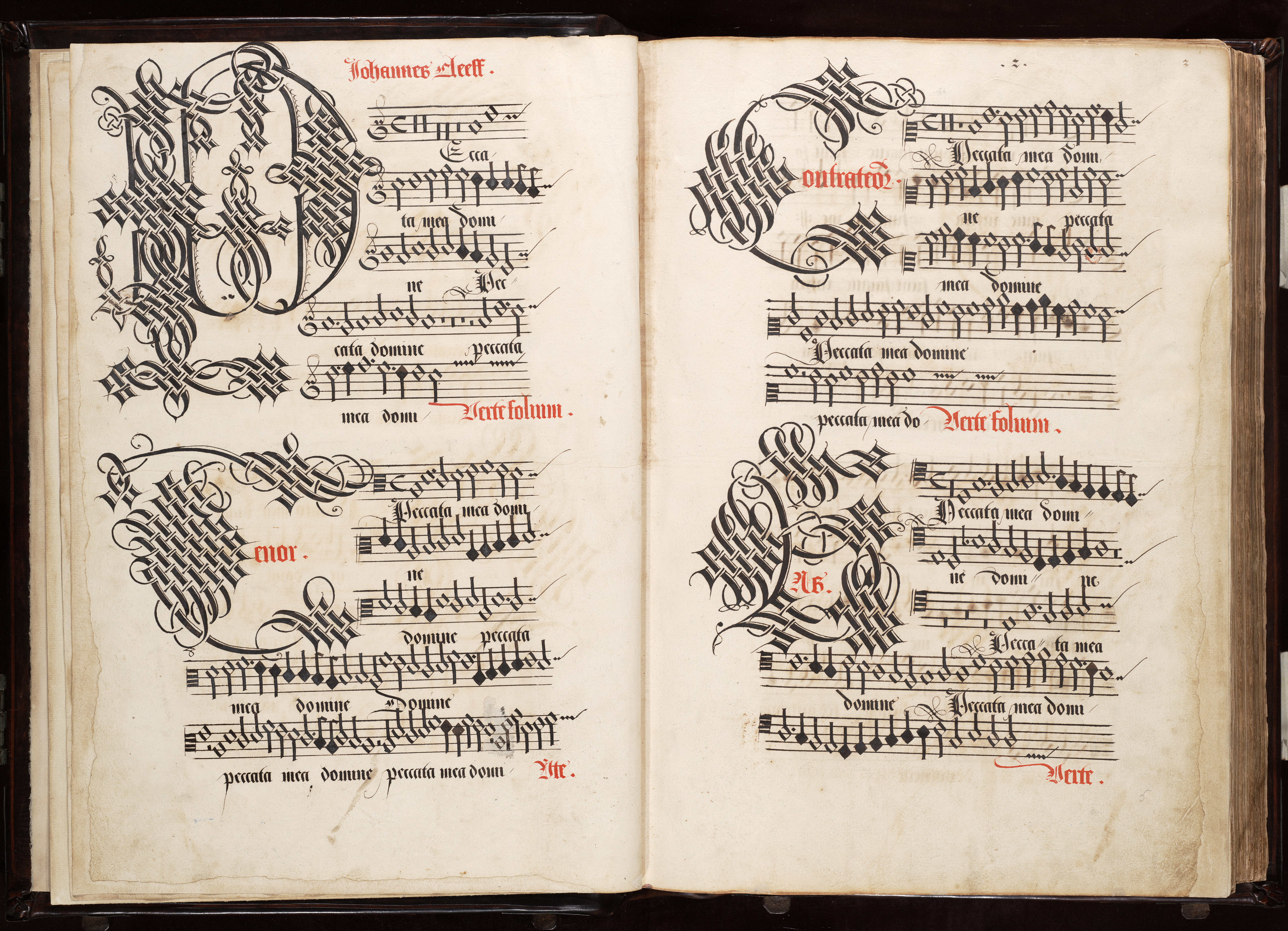
Het motet Peccata mea Domine van Johannes Cleeff uit de Leidse Koorboeken (1549–1564) met linksboven de partij van de superius, linksonder de tenor, rechtsboven de contratenor en rechtsonder de bassus.

Het was gebruikelijk met elkaar rond een muziekstandaard te staan met daarop 1 groot koorboek, waarin de verschillende stemmen apart genoteerd stonden (dus niet boven elkaar zoals in een hedendaagse partituur). Dit beperkte ook de grootte van het koor door het aantal zangers dat rond één boek kon staan. Na de uitvinding van de boekdrukkunst in de 15e eeuw werden muziekstukken ook uitgegeven in losse stemboekjes, waarmee elke zanger zijn eigen koorpartij in handen kreeg, en het koor dus groter kon zijn.
Rond 1450 werd een hoge vierde stem aan de driestemmigheid toegevoegd, namelijk de superius (Latijn, 'de hoogste'), tegenwoordig sopraan genoemd (van het Italiaanse sopra, 'boven'). Vervolgens verschoof de melodie van de tenor naar de sopraan, zodat deze beter hoorbaar werd.
De (complexe) Renaissancistische madrigalen uit de 14e eeuw worden beschouwd als de eerste belangrijke vormen van wereldlijke meerstemmige zang, die echter niet bedoeld waren voor uitvoering door een koor maar door enkele solozangers. Er was geen sprake van openbare concerten met dergelijke werken (concertzalen ontstonden pas in de 18e eeuw), maar deze muziek werd aan de hoven (zoals het Bourgondische Hof) en in stadspaleizen door mannelijke zangers uitgevoerd om de edelen en de aristocratie te vermaken.
De Italiaanse frottola (15e-eeuws volksliedje) is een andere vroege vorm van wereldlijke meerstemmige zang. Meerstemmig studenten-, liefdes- en drinkliederen werden in kroegen en in kleine kring door mannen als gezamenlijk tijdverdrijf gezongen.
In de 16e en 17e eeuw werden madrigalen ook in de huiselijke kring gezongen (waar ook vrouwen aan deelnamen) zoals de Franstalige psalmen en Latijnse Cantiones Sacrae van Jan Pieterszoon Sweelinck.
In de 18e eeuw waren voor het eerst vrouwelijke solisten te horen tijdens openbare muziekuitvoeringen, en ook tijdens de uitvoering van missen in kerken. Pas in de 19e eeuw kwam koorzang als burgerlijk tijdverdrijf op (zie bijvoorbeeld de oprichting van het Toonkunstkoor Amsterdam in 1829). Omdat openbare koorzang niet langer alleen gerelateerd was aan kerkmuziek en kerkzang konden ook vrouwen nu in koren zingen.

## Bezetting

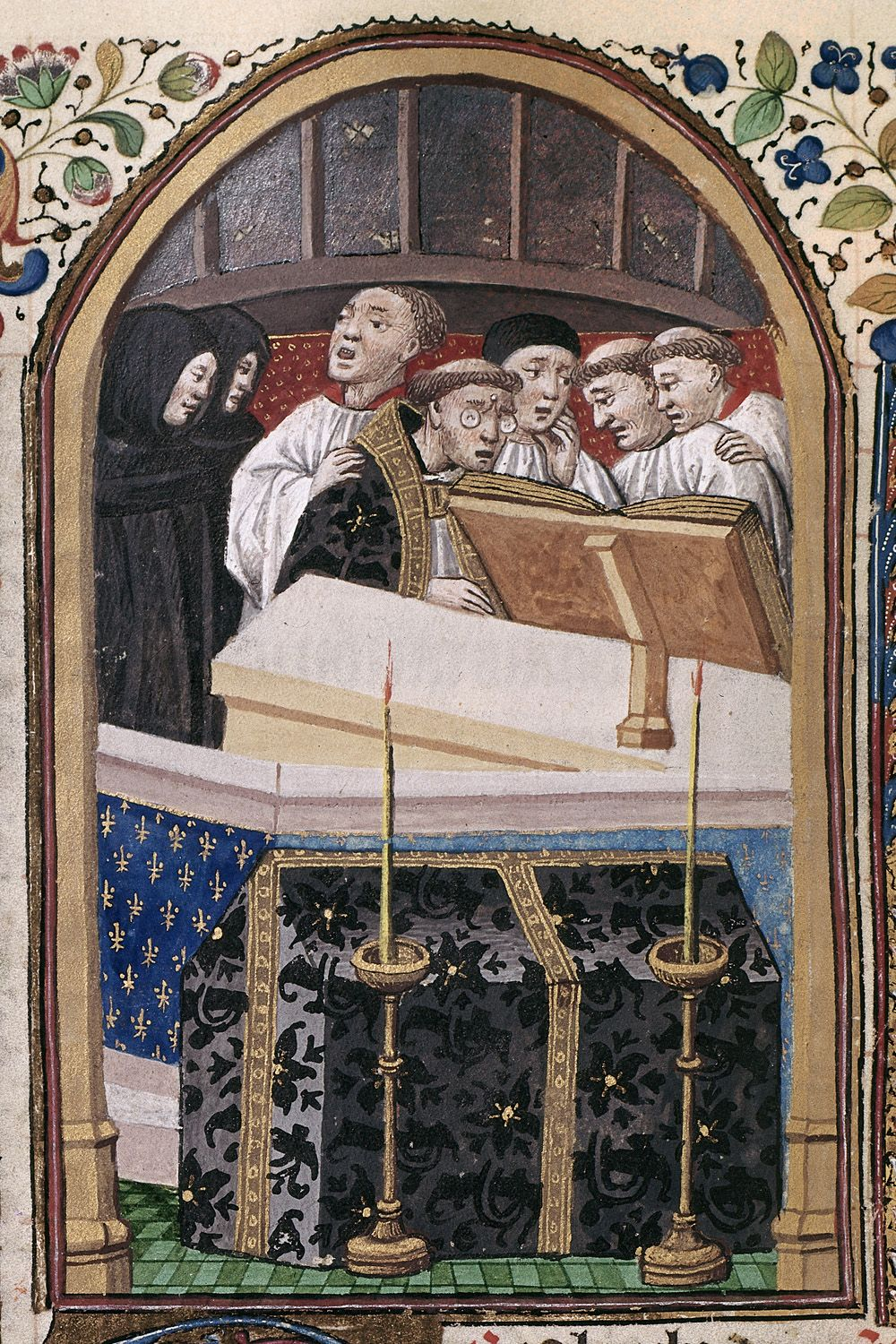
Zangers rond een koorboek, Parijs ca. 1450

Men spreekt in de regel van een koor bij een bezetting van minimaal twaalf zangers die minstens in twee stemmen zingen. De 'stemmen' zijn de verschillende zangstemmen in de groep, van hoog tot laag; meestal zingen koren vierstemmig: sopraan, alt, tenor en bas (SATB). Als deze partijen solistisch bezet worden spreekt men van een kwartet, bij een dubbele bezetting per stemsoort van een dubbelkwartet. Hele kleine ensembles zingen ook wel zonder leiding van een dirigent, maar worden dan geleid door een van de zangers die de inzetten aangeeft.
De sopraan- en altpartijen worden in de regel door vrouwen uitgevoerd. De tenor- en baspartijen worden vrijwel altijd door mannen gezongen. In sommige koren (met een tekort aan mannen) worden lage vrouwenstemmen ingezet om de tenorpartij te versterken. De klankkleur van een lage vrouwenstem is echter heel anders dan de typisch heldere kleur van de hoge mannenstem. Er is een wereldwijde tendens dat er steeds minder mannen met echte tenorstemmen zijn. Dit heeft deels een fysieke reden (onder bevolkingen met lange mensen zijn er minder tenoren), deels een culturele reden: hoog zingen wordt in sommige culturen als 'niet-mannelijk' beschouwd.
De verdeling over de verschillende stemmen bij een gemengd koor hoeft in aantal niet gelijkwaardig te zijn. Wel is het van belang dat er balans in geluidssterkte is. Omdat lage stemmen in de regel sterker klinken dan hoge, en mannenstemmen sterker dan vrouwenstemmen, is bij een kamerkoor een bezetting van 6S - 5A - 5T - 4B niet vreemd.
Er zijn ook aparte vrouwen- en mannenkoren, waarbij men de partijen in de regel verdeeld over 2 tot 4 stemmen: Sopraan - mezzosopraan - alt 1 - alt 2, en bij een mannenkoor: Tenor 1 - tenor 2 - bariton - bas. Bij een kinderkoor dat meerstemmig kan zingen is meestal sprake van een verdeling in sopraan 1 - sopraan 2 - alt.
Bij veel Engelse koren, met name de universiteits- en kathedraalkoren met een eeuwenoude traditie zoals het King's College Choir in Cambridge, wordt de sopraanpartij (treble) door jongens en de altpartij door countertenoren uitgevoerd. De kinderen in deze koren zingen enkel de sopraanpartij, en er zingen geen vrouwen mee.
Goed getrainde koren, zowel kamerkoren, oratoriumkoren als opera- en operette-koren kunnen wel 6-tot 8-stemmige werken zingen. De stemverdeling is dan als volgt: Sopraan 1 - sopraan 2/mezzosopraan - alt 1 - alt 2 - tenor 1 - tenor 2/bariton - bas 1 - bas 2.
Een 8-stemmig koorwerk kan echter ook verdeeld zijn over twee SATB-koren. Men spreekt dan van dubbelkorigheid. Dit is bijvoorbeeld het geval bij de koorpartijen van Bachs Matthäus-Passion.
Er bestaat kerkmuziek uit de Renaissance die oploopt tot wel 40 stemmen (het motet Spem in Alium, voor acht 5-stemmige koren van Thomas Tallis) of het Stabat Mater van Krzysztof Penderecki voor drie koren van 16 stemmen elk, dus in totaal 48 verschillende zangpartijen.
De grootte van koren hangt samen met het repertoire: een kamerkoor dat kamermuziek uitvoert zal gemiddeld een bezetting hebben van 3 à 6 stemmen per stemsoort, dus in totaal 12 à 24 zangers. Een oratoriumvereniging of opera/operettekoor is in de regel veel groter, met 10 à 20 zangers per stemsoort, dus 40 à 80 zangers, soms oplopend tot 120. Dergelijke aantallen zijn gebruikelijk voor grotere koorwerken zoals in de Negende Symfonie van Beethoven (Ode an die Freude), Ein deutsches Requiem van Johannes Brahms, Carmina Burana van Carl Orff en Bachs Matthäus-Passion. In de (professionele) authentieke uitvoeringspraktijk van Barokmuziek wordt echter gewerkt met kleinere koren.

## Koorpraktijk

### Koorvorming

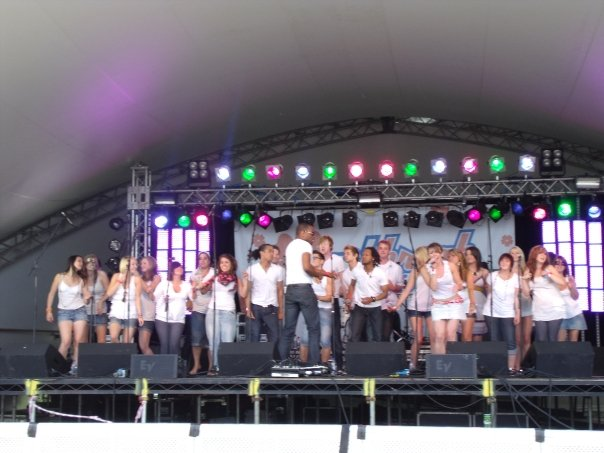
Gospelkoor

De essentie van koorklank is een homogeen geluid: in plaats van dat er individuele stemmen te horen zijn, dienen deze zoveel mogelijk met elkaar te versmelten. Voor een zanger in het koor betekent dat dat wanneer hij zichzelf niet meer hoort tijdens het zingen, dat doel is bereikt. Ook is het van belang dat zangers leren hoe ze hun stemmen kunnen kleuren, dat wil zeggen, met bijvoorbeeld een heldere of gedekte stem te zingen om een bepaald effect te bereiken.
Een koorzanger kan lessen stemvorming volgen om te leren zijn stem zo optimaal mogelijk te gebruiken, dat wil zeggen, zo zuiver mogelijk en met een goede ademsteun, goed gearticuleerd en in elk register te kunnen zingen zonder de stem te forceren. Ook is het van belang dat koorzangers kunnen noten lezen en solfège beheersen, dat wil zeggen, een partij direct van de bladmuziek kunnen zingen, zonder dat de hulp van een muziekinstrument nodig is om de noten goed te treffen. Met lessen koorvorming kunnen deze vaardigheden in groepsverband getraind worden. Ook zijn er koren waar de dirigent tijdens het inzingen (de warming-up) aan het begin van de repetitie ademhalingsoefeningen en stemtechnische aanwijzingen geeft.
Een koor zingt in principe onversterkt. Alleen bij koren die moderne muziekstijlen zingen zoals gospelkoren en popkoren wordt gebruik gemaakt van geluidsversterking.

### Vaardigheden
Niet elk koor stelt hoge technische eisen aan zangers: er zijn ook koren waarbij het sociale aspect voorop staat en waar iedereen welkom is, ongeacht het niveau van zingen. Desondanks zijn er minimale vaardigheden die men dient te hebben om goed in een koor te functioneren, waaronder de vaardigheid om een melodie foutloos te kunnen nazingen, zichzelf na aanwijzingen van een dirigent te kunnen corrigeren op fouten, en een koorpartij grotendeels uit het hoofd te kunnen leren zodat men naar de dirigent kan kijken voor aanwijzingen tijdens het zingen.
Kinderen kunnen meestal vanaf 6 of 7 jaar terecht bij een kinderkoor. Vaak zijn er verschillende leeftijdsgroepen, afhankelijk van of het kind al kan lezen of niet. Ook is het nodig dat een kind de concentratie kan opbrengen om tijdens een repetitie op te blijven letten. Meestal duren repetities van kinderkoren voor jonge kinderen maximaal 45 minuten.

### Repetities en uitvoeringen
De meeste koren hebben het hele jaar door een wekelijkse repetitie (afgezien van de schoolvakanties), die doorgaans 2 uur duurt met een pauze. Vaak is er een pianist aanwezig om de koorpartijen voor te spelen en de orkestpartij op piano te spelen als het koor het stuk al wat beter kent. Afhankelijk van het repertoire (moeilijkheidsgraad, lengte) zijn er 1 of meerdere uitvoeringen per jaar waarbij nieuw repertoire in een concert voor publiek wordt uitgevoerd. Er zijn ook koren die alleen projectgewijs werken, en bijvoorbeeld 6 keer repeteren en aansluitend een uitvoering geven. Vaak gaat het dan om ervaren zangers die zelf thuis hun partij kunnen instuderen, zodat er minder repetitietijd voor een concert nodig is. Daarnaast zijn er koren waarbij met name het gezellig samen zingen centraal staat en die nooit, of hoogstens voor een klein publiek van familie en vrienden, een uitvoering geven.
Afhankelijk van het niveau en de ambitie van een koor kan deze ook meedoen in competities zoals de Internationale Koorwedstrijd Vlaanderen, het Nederlands Koorfestival of het internationale koorfestival CantaRode te Kerkrade.

## Soorten koren

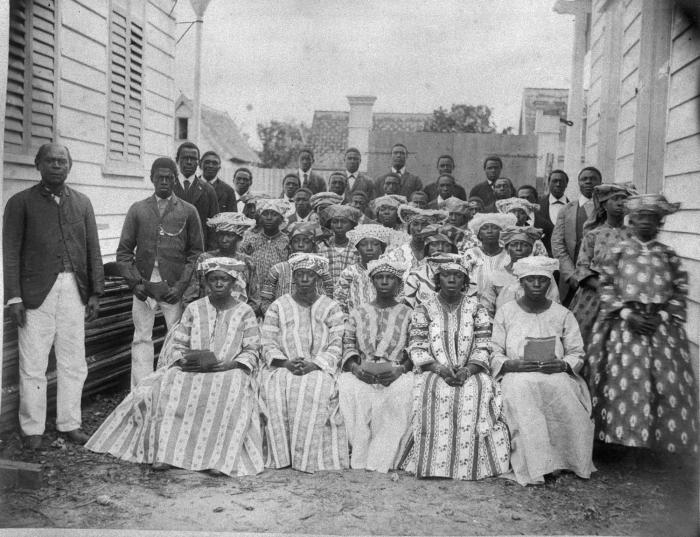
Surinaams zangkoor, ca. 1880–1900

### Algemeen
De benaming van een koor kan op basis zijn van de bezetting, zoals gemengde koren (mannen en vrouwen), vrouwenkoren, mannenkoren, jongenskoren (meestal van 7–14 jaar, tot de stembreuk), meisjeskoren (meestal van 13–20 jaar), kinderkoren, jeugdkoren, studentenkoren en ouderenkoren.
Ook kan de benaming op basis van het repertoire zijn zoals een kamerkoor, oratoriumkoor, opera-/operettekoor, popkoor, wereldmuziekkoor, shantykoor, barbershopkoor, smartlappenkoor, (black-)gospelkoor of een kerkkoor, cantorij of schola cantorum (Gregoriaans). Rooms-katholieke kerken kennen vaak een rouw- en trouwkoor, dat alleen bij huwelijken en uitvaarten zingt.
Naast kerkelijk gebonden koren kunnen koren ook ideologisch georiënteerd zijn, zoals het geval was bij het Amsterdam koor De Stem des Volks, dat bekend werd met socialistische strijdliederen. En vergelijkbaar koor met dezelfde naam te Hilversum bestaat ook niet meer, in tegenstelling tot twee andere koren met dezelfde naam en grondslag te Utrecht en Maastricht.
Daarnaast zijn er koren die opgericht zijn door bijvoorbeeld werknemers van een bepaald bedrijf (zoals het Philips Philharmonisch Koor of het Ritmeester Veenzangerskoor). Ook zijn er koren gericht op een bepaalde doelgroep zoals het Nederlands Studenten Kamerkoor, het Rotterdams Expat Popkoor, het Vocaal Theologen Ensemble, de Zingen voor je Leven-koren voor mensen die met kanker te maken hebben en de Participatiekoren voor mensen met dementie.

### Engelse traditie

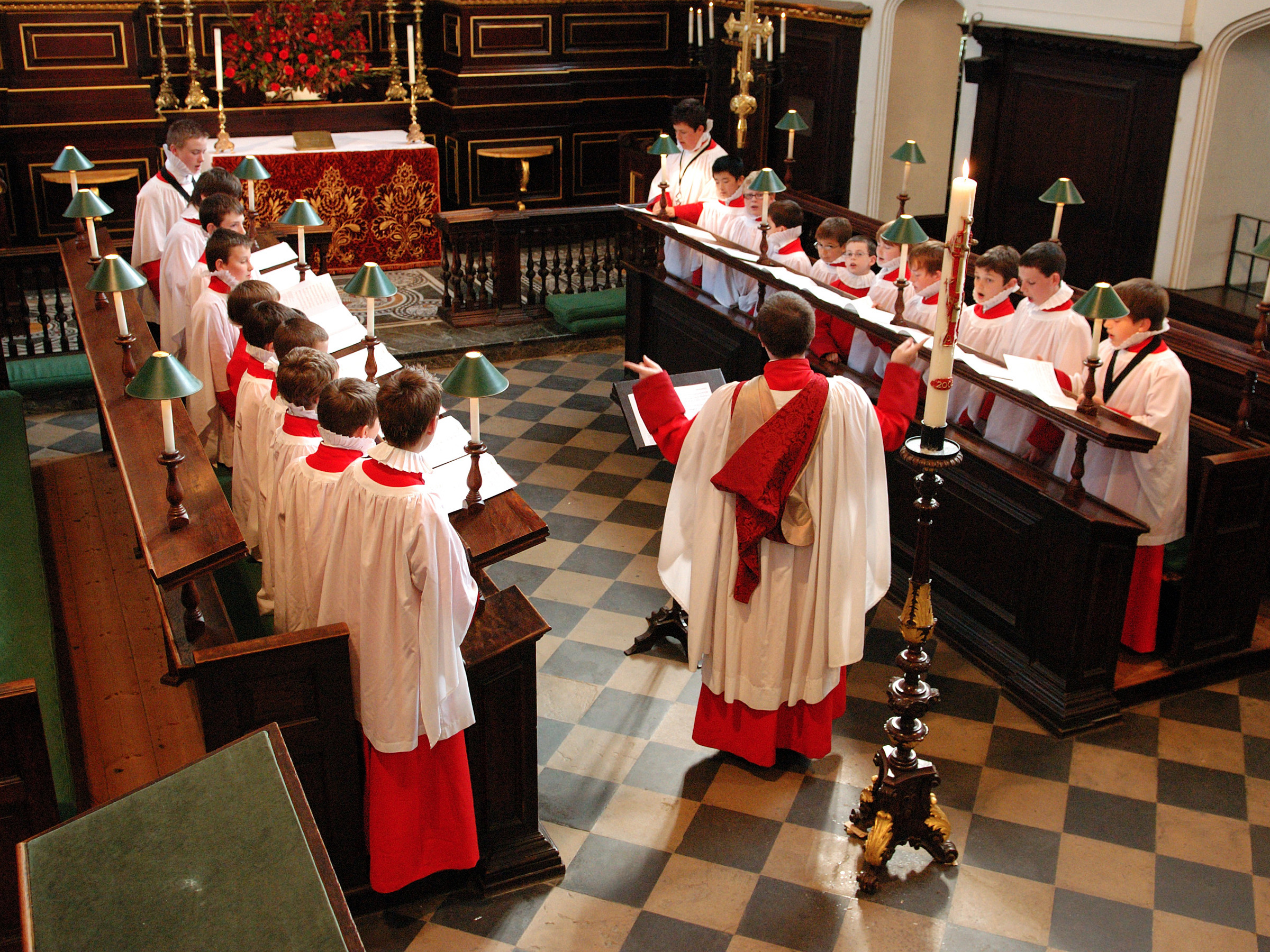
Engels jongenskoor in koorkleding

Er zijn in Nederland ook koren die zich toeleggen op de Engelse Anglicaanse koortraditie zoals bijvoorbeeld de Leidse Cantorij, verbonden aan de Hooglandse Kerk in Leiden en de drie koren van de co-kathedrale Basiliek van de heilige Nicolaas in Amsterdam. In dit genre zijn er ook regelmatig projectkoren actief die naar het buitenland reizen om in een Engelse of Amerikaanse kathedraal de dagelijkse gezongen choral evensong te verzorgen terwijl het vaste koor op vakantie is bijvoorbeeld. In Nederland bestaat steeds meer belangstelling voor deze vorm van koorzang, zoals ook uitgevoerd door op Engelse leest geschoeide jongenskoren als het Kampen Boys Choir en het Roder Jongenskoor. De jongens treden op in typisch Engelse koorkleding.

### Koorscholen
Voor hun muzikale training gaan de kinderen van een dergelijk koor meerdere keren per week naar een koorschool. In Nederland kent het Muziekinstituut van de kathedraal Sint Bavo in Haarlem de Koorschool Haarlem volgens dit Engelse systeem. In Utrecht is een basisschool gelieerd aan het Kathedrale Koor (Kathedrale Koorschool Utrecht), waar de kinderen naast basisonderwijs dagelijks muziekonderricht krijgen en meezingen in het koor van de Catharijnekerk, de kathedraal van Utrecht. In het Noorden van Nederland bestaat de Stichting Koorschool Noord Nederland.
In Nederland bestaan zowel kinderkoren en aparte jongens- en meisjeskoren (zoals de Roden Girl Choristers) die volgens dit systeem werken. De reden voor aparte koren is klanktechnisch: een koor dat puur uit jongens bestaat heeft een andere klank dan een koor dat uit meisjes bestaat of een gemengd kinderkoor. Voor de toelating tot een koorschool moeten de kinderen auditie doen. Het koorlid zijn van een dergelijk koor vraagt veel discipline, en geldt vaak als opstap voor een levenslange muzikale carrière (niet per se ook als zanger).
Op nationaal niveau organiseert de Stichting Vocaal Talent Nederland kooropleidingen op verschillende plaatsen en voor verschillende doelgroepen (kinderkoor, jongenskoor, gemengd jeugdkoor, vrouwen jeugdkoor en een solistenklas). Deze kooropleidingen zijn niet gericht op de kerkelijke muziekpraktijk.

### Kinderen voor Kinderen

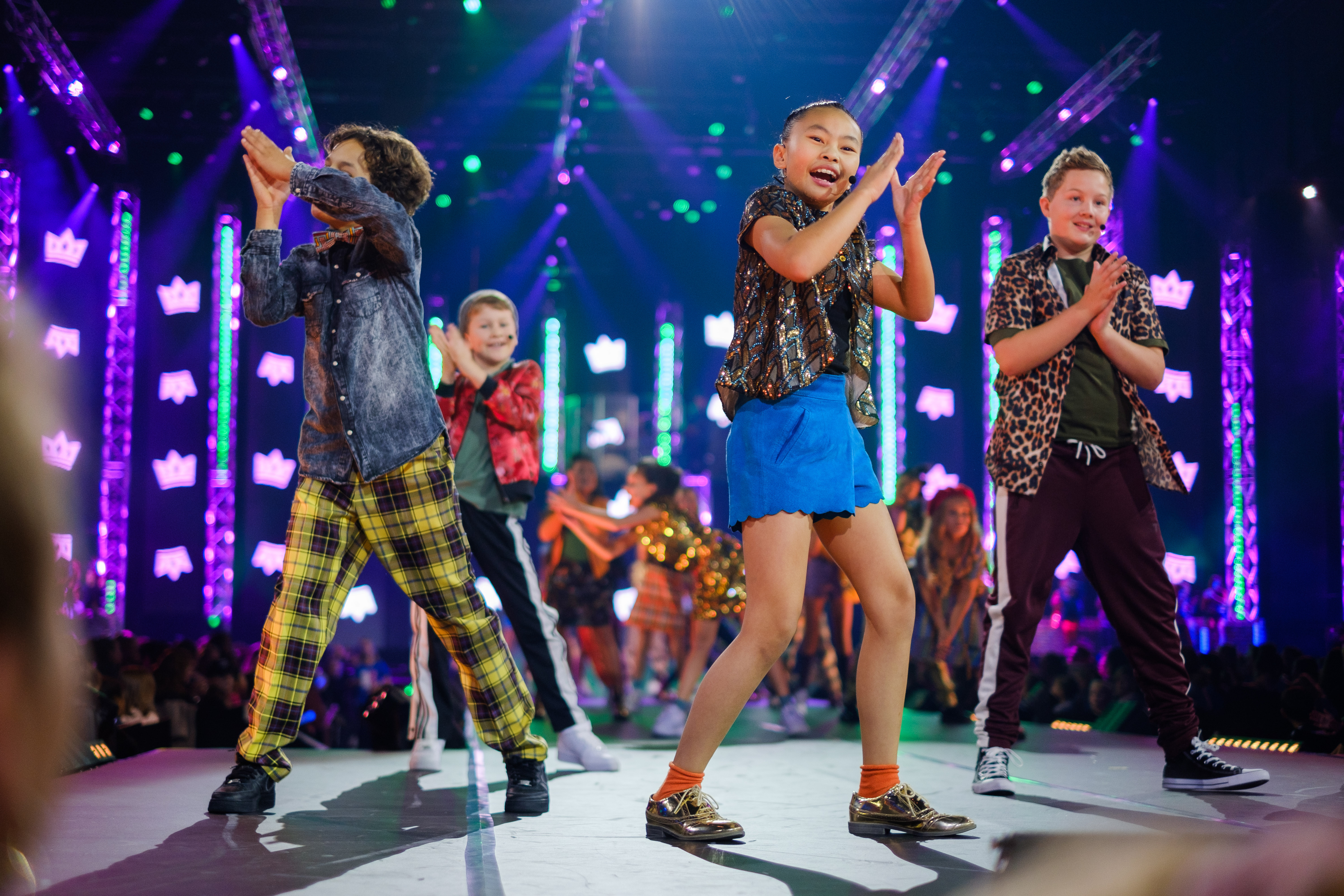
Kinderen voor Kinderenkoor nummer 40, 2019

Een bekend Nederlands kinderkoor is het koor van Kinderen voor Kinderen van omroep BNNVARA, dat sinds 1980 jaarlijks een album met nieuwe liedjes in populaire stijl uitbrengt, gekoppeld aan vlogs, een tv-serie met videoclips waarin ze samen met BN'ers zingen, en een tv-show met live-optreden. Elk jaar wordt een nieuw koor samengesteld middels audities met meerdere rondes, waar tussen de 1000 en 2000 kinderen zich voor aanmelden.

#### Kinderarbeid
In Nederland mogen kinderen onder de 13 jaar niet werken, maar kunnen er wel ontheffingen verleend worden voor (culturele) optredens. Daarom dienen kinderkoren aan strenge eisen te voldoen voor wat betreft het aantal uren van repetities en optredens, en de duur, het tijdstip en de reistijd van en naar de activiteiten.
In Engeland is het gebruikelijk de jongens van de grote Kathedraalkoren professioneel te behandelen, wat inhoudt dat zij net als de volwassenen een vergoeding krijgen voor het zingen in de eredienst.

### Beroepskoren
Een beroepskoor is een gemengd koor waarin alleen zangers die een conservatoriumopleiding Zang hebben afgerond kunnen zingen, soms aangevuld met hele goede amateurzangers. Om toegelaten te worden dient men auditie te doen. De zangers krijgen betaald voor optredens en de bijbehorende repetities. Concerten en repetities worden projectgewijs georganiseerd, en kennen vaak een tournee. Een beroepskoor heeft meestal een vaste dirigent die de repetities leidt, enkele projecten per jaar dirigeert en verantwoordelijk is voor de vorming van de koorklank. Daarnaast werkt men vaak met bekende gastdirigenten. Ook kan een dergelijke koor door beroepsorkesten worden ingehuurd als het orkest een werk uitvoert waarin ook delen met koor voorkomen, zoals bijvoorbeeld het koorgedeelte Aufersteh'n in de Tweede Symfonie van Gustav Mahler.
Als de eerste functie van het koor is om mee te werken aan orkestwerken of opera's (en het koor dus geen eigen concerten met louter koormuziek geeft), is er vaak sprake van een assistent-dirigent of repetitor die het koor samenstelt, instudeert en voorbereid op de eerste repetities met het orkest, die onder leiding staan van de orkestdirigent die de uitvoering leidt.

#### Belgische beroepskoren

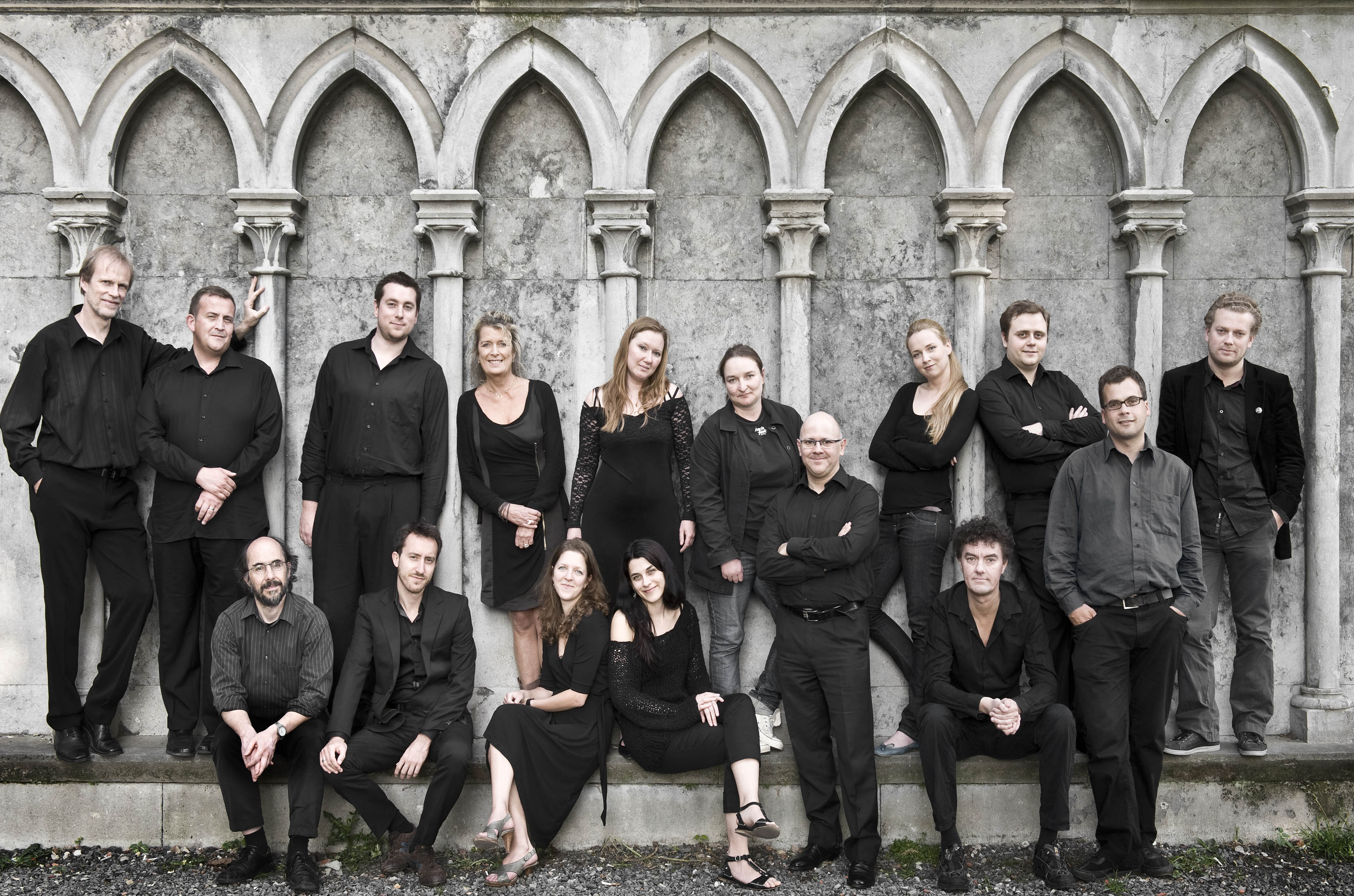
Collegium Vocale Gent

Bekende Belgische beroepskoren zijn Collegium Vocale Gent, het Huelgas Ensemble, Vox Luminis, het Vlaams Radiokoor, het koor van De Munt en het koor van Opera Ballet Vlaanderen.

#### Nederlandse beroepskoren
Bekende Nederlandse beroepskoren zijn het Nederlands Kamerkoor, het Groot Omroepkoor, het koor van de Nationale Opera, The Amsterdam Baroque Choir, het koor van de Nederlandse Bachvereniging, het Bachkoor Holland, het koor van The Bach Choir and Orchestra of the Netherlands, het Amsterdamse kamerkoor Cappella Amsterdam, het Rotterdamse kamerkoor Laurens Collegium, het oost-Nederlandse kamerkoor Consensus Vocalis en het zuid-Nederlandse kamerkoor Studium Chorale.

## Repertoire

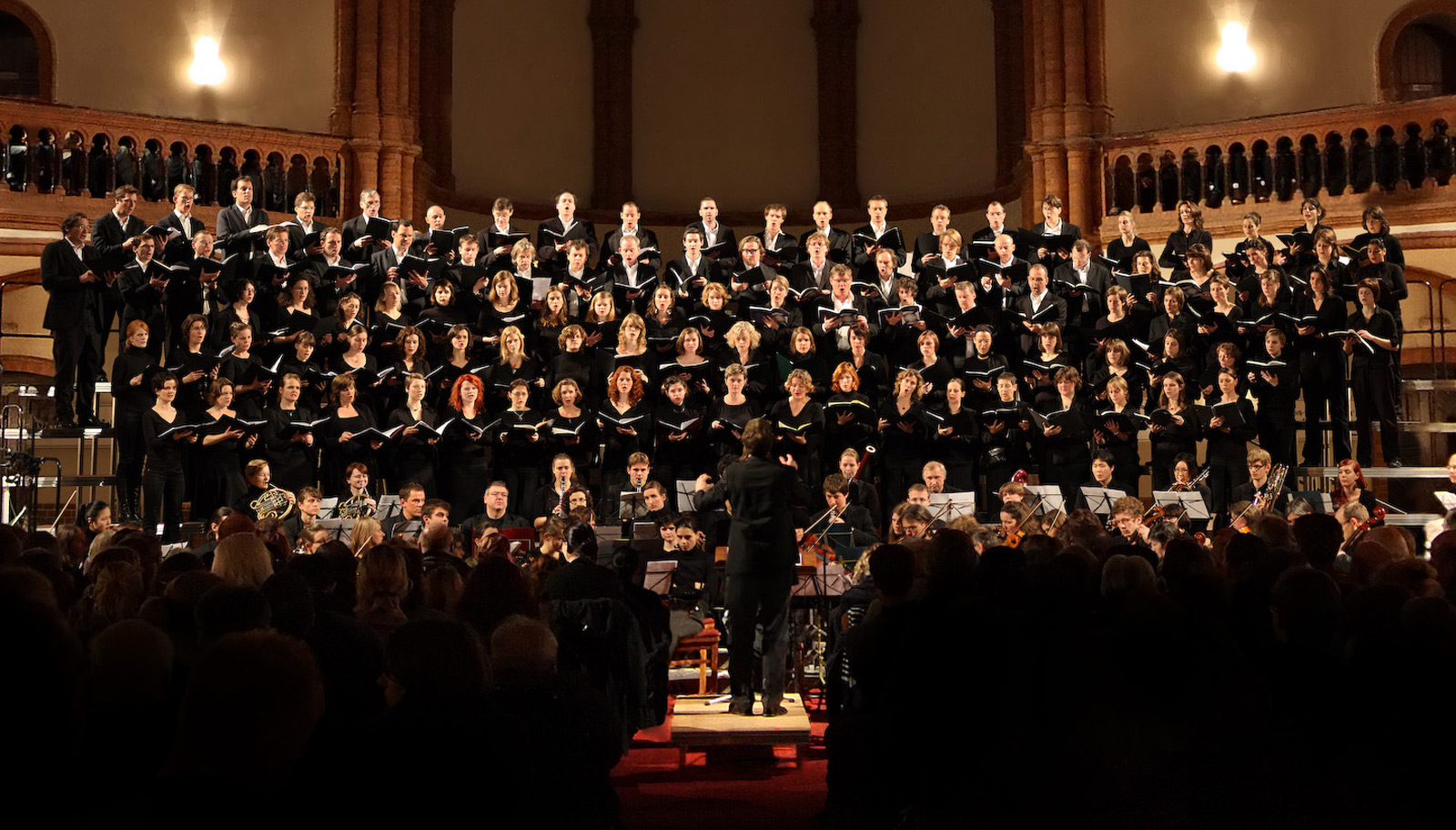
Het koor Studiosi Cantandi Berlin in grote bezetting voor de uitvoering van Ein deutsches Requiem van Johannes Brahms

Als koren zonder instrumentale begeleiding zingen noemt men dit a capella. Alle eenstemmige en vrijwel alle meerstemmige koormuziek tot aan de Barok is a capella. Vanaf de Barok wordt koormuziek begeleid door instrumenten waaronder in ieder geval orgel (basso continuopraktijk), al blijft in de kerkelijk praktijk ook het a capella gezongen motet in zwang. Bij de uitvoering van hedendaagse kerkmuziek wordt meestal gebruik gemaakt van orgel- of pianobegeleiding.
Bij de uitvoering van een oratorium of passie wordt het koor aangevuld met zangsolisten. Een dergelijk werk wordt altijd begeleid door een orkest dat ingehuurd wordt door het koor. De solisten vertolken bepaalde personen uit het verhaal; het koor vervult vaak de rol van het volk. Een vergelijkbare structuur ziet men bij de cantate, die echter veel kleiner van opzet is, zowel in tijdsduur als de benodigde bezetting van instrumentalisten en solisten.
Omdat Westerse koormuziek van oorsprong in de kerk begon (en nog altijd hier op grote schaal uitgevoerd wordt), is het grootste gedeelte van de koormuziek religieus georiënteerd.
De opkomst van de burgerlijke koren in de 19e eeuw betekende een stimulans voor het componeren van wereldlijke koorwerken, die vaak een gedicht of volkslied als basis hebben in plaats van een religieuze tekst. In de 19e eeuw ontstaat het koorlied, een meerstemmige versie van het kunstlied (zoals de koorliederen van Felix Mendelssohn - Bartholdy), zowel a capella als met pianobegeleiding.
In de 20ste eeuw worden er ook koorwerken gecomponeerd die weliswaar een religieuze tekst hebben, maar niet bedoeld zijn voor uitvoering in een kerkelijke eredienst, zoals de Psalmensymfonie van Igor Strawinsky en de Chichester Psalms van Leonard Bernstein. Een bekend wereldlijk groot werk voor koor, solisten en orkest is de Carmina Burana van Carl Orff.
Bij koren met een populair repertoire (zoals shanty, smartlap, gospel en pop) is er meestal sprake van eenstemmige melodieën die gearrangeerd worden voor een meerstemmige bezetting. Gospel- en popkoren worden vaak begeleid door een band, shanty- en smartlapkoren door een accordeon.